# Фредерік Озанам
Антуан Фредерік Озанам (*23 червня 1813, Мілан, Королівство Італія — †8 вересня 1853, Марсель) — французький історик літератури та філософії, громадський діяч, блаженний римо-католицької церкви.

## Біографія
Антуан Фредерік Озанам народився в сім'ї французів юдейського походження у 1813 році. Фредерік був п'ятим із 14 дітей, і лише одним із трьох, кому пощастило досягти повноліття. Його предок — відомий французький математик XVII століття Жак Озанам.
Фредерік народився у Мілані, але зростав у Ліоні.

## Твори
- Réflexions sur la doctrine de Saint-Simon (1831)
- Deux chanceliers d'Angleterre, (Paris, 1836)
- Dante et la philosophie catholique au XIIIeme siècle (Paris, 1839)
- Études germaniques (2 v. 1847—1849)
- La civilisation chrétienne chez les Francs (1849)
- Documents inédits pour servir a l'histoire de l'Italie depuis le VIIIeme siècle jusqu'au XIIeme (1850)
- Un pèlerinage au pays du Cid (1852)
- Les poites franciscains en Italie au XIIIme sicle (Paris, 1852)